# Sela pri Šmarju
Sela pri Šmarju – wieś w Słowenii, w gminie Grosuplje. 1 stycznia 2017 liczyła 172 mieszkańców.